# Olivier Leblanc
Pour les articles homonymes, voir Leblanc.
Olivier Leblanc (1830-1919) est un homme politique canadien du Nouveau-Brunswick.

## Biographie
Olivier Leblanc est né à Memramcook le 27 novembre 1830. Son père est Joseph J. LeBlanc et sa mère est Victoire Girouard. Il épouse Olive Cormier le 17 novembre 1851. Il se remarie avec Suzanne Allain le 17 novembre 1879.
Il devient agriculteur mais se lance en politique et devient député de Kent à l'Assemblée législative du Nouveau-Brunswick entre 1882 et 1891, en tant que libéral. Il est nommé ministre sans portefeuille au Conseil exécutif du Nouveau-Brunswick de 1889 à 1891.
Il se présente également aux élections fédérales pour la circonscription de Kent mais est battu deux fois en 1891 et 1896 avant d'être finalement élu député libéral le 7 novembre 1900. Il est ensuite réélu en 1904 et en 1908 et représente sa circonscription durant presque 11 ans au total.
Il est mort le 14 décembre 1919.